# Gutzon Borglum
John Gutzon de la Mothe Borglum (25 de març de 1867 - 6 de març de 1941) fou un artista i escultor estatunidenc de gran renom. Les dades arxivístiques revelen que Gutzon Borglum fou fill d'una de les dues esposes d'un bígam mormó que havia vingut de Dinamarca. Quan el seu pare va decidir ajustar-se a les normes socials no mormones, va abandonar la mare de Gutzon i va romandre casat amb la seva primera esposa (la germana de la mare de Gutzon).
Gutzon Borglum va crear les escultures monumentals dels caps de quatre presidents dels Estats Units al Mont Rushmore (Dakota del Sud) que malgrat la seva situació remota són vistes per més de dos milions de visitants cada any. Va esculpir un fris gegant amb imatges de Stonewall Jackson, Robert E. Lee i Jefferson Davis a la cara de la Stone Mountain prop d'Atlanta (Geòrgia) que constitueixen l'alt relleu més gran del món, així com altres obres d'art públic. Aquestes inclouen un bust d'Abraham Lincoln que es va exhibir originalment a la Casa Blanca durant la presidència de Theodore Roosevelt i que es mostra ara a la Cripta del Capitoli dels Estats Units a Washington, DC.
Durant la seva estada a Stone Mountain, Borglum es va associar amb el Ku Klux Klan, no és clar si movent-se únicament per interessos comercials (apropar-se als clients del seu gran projecte) o per motius racistes.
Resulta sorprenent, donades les seves activitats polítiques anteriors, que Borglam creés el 1928 una placa commemorativa en guix de Sacco i Vanzetti. Aquests dos immigrants eren anarquistes nascuts a Itàlia que van ser falsament acusats d'assassinar dos homes durant un robatori en una fàbrica de sabates a South Braintree (Massachusetts) el 1920 i posteriorment van ser executats per aquests mateixos crims. La placa finalment va ser posada en exhibició a la Biblioteca Pública de Boston el 1997.

## Obres destacades
| Nom                                    | Nom original                   | Foto                                   | Dates | Localització | Web                                   |
| -------------------------------------- | ------------------------------ | -------------------------------------- | --- | --- | ------------------------------------- |
| Bust d'Abraham Lincoln                 | Abraham Lincoln Bust           | Bust d'Abraham Lincoln                 | 1908 | Cripta del Capitoli dels Estats Units Washington, DC 38° 53′ 23″ N, 77° 00′ 32″ O / 38.889722°N,77.008889°O                                                      |                                       |
| L'aviador                              | The Aviator                    | L'aviador                              | 1918 Dedicada el 1919                                                                                        | Biblioteca de la Universitat de Virgínia Charlottesville (Virgínia) 38° 02′ 18″ N, 78° 30′ 21″ O / 38.038333°N,78.505833°O                                       |                                       |
| Estàtua de Charles Brantley Aycock     | Charles Brantley Aycock Statue | Estàtua de Charles Brantley Aycock     | Dedicada el 13 de març 1931                                                                                  | Union Square Raleigh (Carolina del Nord) 35° 46′ 47″ N, 78° 38′ 22″ O / 35.779850°N,78.639480°O                                                                  |                                       |
| Talla commemorativa de la Confederació | Confederate Memorial Carving   | Talla commemorativa de la Confederació | 1915-1925 (Gutzon Borglum); 1925-1928 (Augustus Lukeman); 1964-1972 (Walter Hancock)                         | Stone Mountain Park, Stone Mountain, (Geòrgia) 33° 48′ 21″ N, 84° 08′ 44″ O / 33.805944°N,84.145422°O                                                            | Arxivat 2014-02-01 a Wayback Machine. |
| Mont Rushmore                          | Mount Rushmore                 | Mont Rushmore                          | Començada el 4 d'octubre de 1927 (per Gutzon Borglum); acabada el 31 d'octubre de 1941 (per Lincoln Borglum) | Monument Commemoratiu Nacional de Mont Rushmore Comtat de Pennington, prop de Keystone (Dakota del Sud) 43° 52′ 44″ N, 103° 27′ 35″ O / 43.878947°N,103.459825°O |                                       |
| Guerres d'Amèrica                      | Wars of America                | Guerres d'Amèrica                      | 1924 Dedicada el 31 de maig de 1926                                                                          | Military Park Newark (Nova Jersey) 40° 44′ 53″ N, 74° 10′ 13″ O / 40.748056°N,74.170278°O                                                                        |                                       |

## Publicacions
- Borglum, Gutzon «Art that is real and American: Why we should create our own art out of our own national history instead of imitating the work that properly expressed the triumphs of Greece and Rome». The World's Work: A History of Our Time, XLIV, 2, 6-1914, pàg. 200–215 [Consulta: 4 agost 2009].
- Borglum, Gutzon «Mountain Sculpture». Dupont Magazine, estiu 1932. Arxivat de l'original el 2020-08-15 [Consulta: 27 març 2014].